# Pușcă

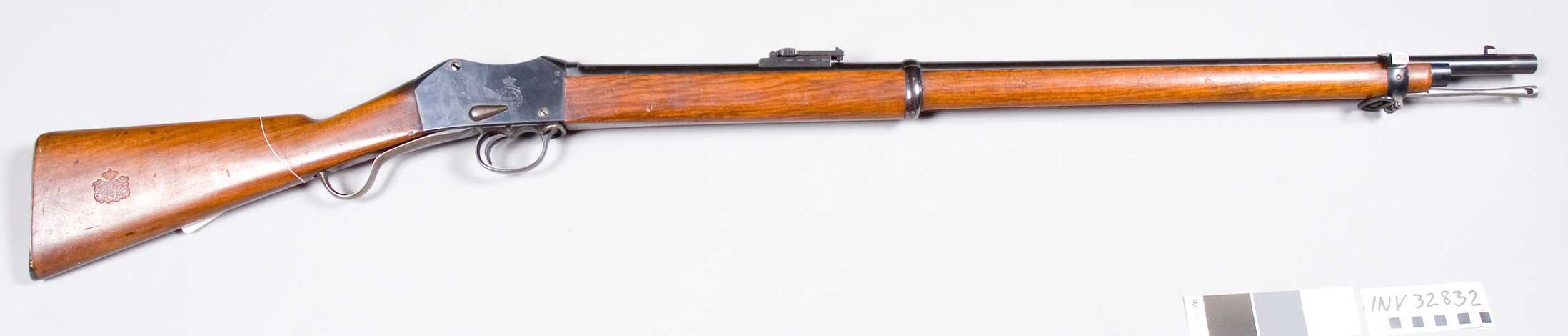
Pușcă cu un singur foc și cartuș metalic, sistem „Martini-Henry”, Model 1879 (românesc), calibrul de 11,43 mm. A intrat în dotarea armatei române după Războiul de Independență, fiind fabricată de Steyr (din Austria).

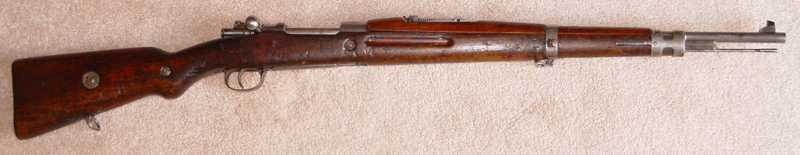
Pușcă de fabricație cehoslovacă ZB vz. 24, utilizată de Armata Română în timpul celui de-al Doilea Război Mondial

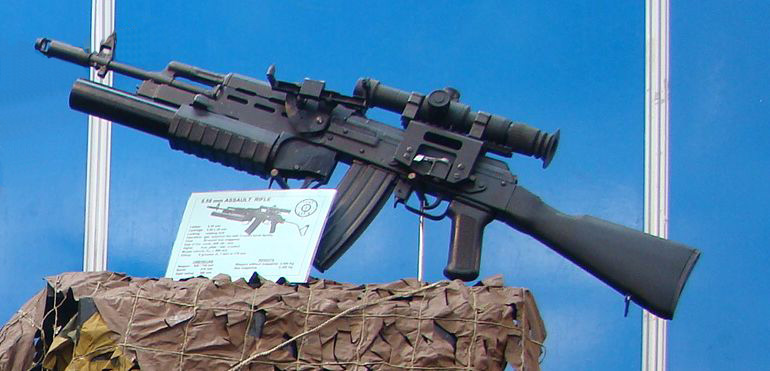
Pușcă automată de calibrul 5,56 mm, fabricată la U.M. Cugir

Pușca este o armă de foc portativă, individuală, cu patul de lemn și cu țeava lungă. Este concepută pentru o tragere mai precisă și o putere de oprire⁠(d) mai mare decât armele individuale cu țeavă lisă (netedă), țeava sa fiind ghintuită cu un model elicoidal de caneluri la interior. Puștile sunt de obicei proiectate pentru a fi ținute cu ambele mâini și sprijinite ferm de umărul trăgătorului printr-un pat, pentru stabilitate în timpul tragerii. Puștile sunt utilizate pe scară largă în război, acțiuni polițienești, vânătoare și tir sportiv.

## Clasificare
În funcție de criteriile de categorisire puștile sunt de mai multe feluri.
După tipul de țeavă:
- puști cu țeavă lisă (netedă)
- puști cu țeavă ghintuită

După destinație:
- puști de vânătoare
- puști de tir sportiv
- puști militare

După modul de funcționare:
- puști cu un singur foc
- puști cu repetiție (foc cu foc)
- puști semiautomate
- puști automate

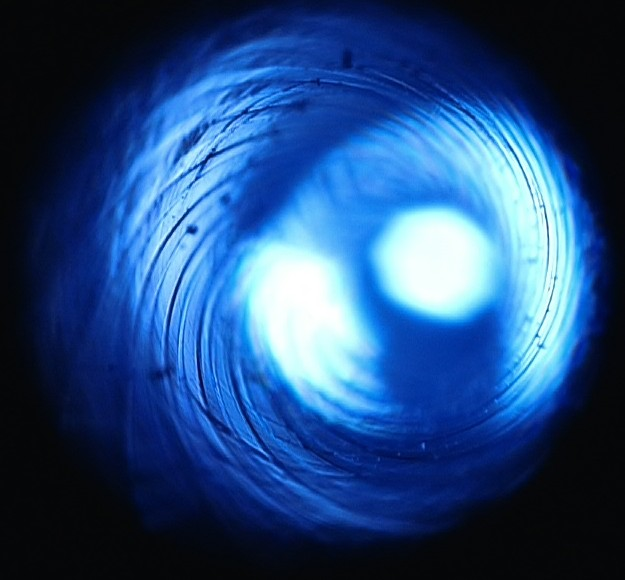
Interiorul unei țevi ghintuite la o pușcă Remington

Împărțirea puștilor pe categorii poate continua, existând criterii după:
- tipul de încărcare
- calibru
- numărul de țevi
- tipul de muniție utilizat

## Accesorii
- Amortizor de zgomot
- Baionetă
- Frână de gură
- Lunetă
- Laser